# (31107) 1997 PS3
(31107) 1997 PS3 est un astéroïde de la ceinture principale d'astéroïdes découvert en 1997.

## Description
(31107) 1997 PS3 a été découvert le 5 août 1997 à la station de Xinglong, dans la province chinoise d'Hebei (Chine), par le Beijing Schmidt CCD Asteroid Program.

### Caractéristiques orbitales
L'orbite de cet astéroïde est caractérisée par un demi-grand axe de 2,30 ua, un périhélie de 2,22 ua, une excentricité de 0,03 et une inclinaison de 2,65° par rapport à l'écliptique. Du fait de ces caractéristiques, à savoir un demi-grand axe compris entre 2 et 3,2 ua et un périhélie supérieur à 1,666 ua, il est classé, selon la JPL Small-Body Database, comme objet de la ceinture principale d'astéroïdes.

### Caractéristiques physiques
(31107) 1997 PS3 a une magnitude absolue (H) de 15,9 et un albédo estimé à 0,291.